# Leiocottus
Leiocottus is een monotypisch geslacht van straalvinnige vissen uit de familie van donderpadden (Cottidae).

## Soort
- Leiocottus hirundo Girard, 1856